# 德爾莫爾斯巴赫河 (莫斯巴赫河支流)

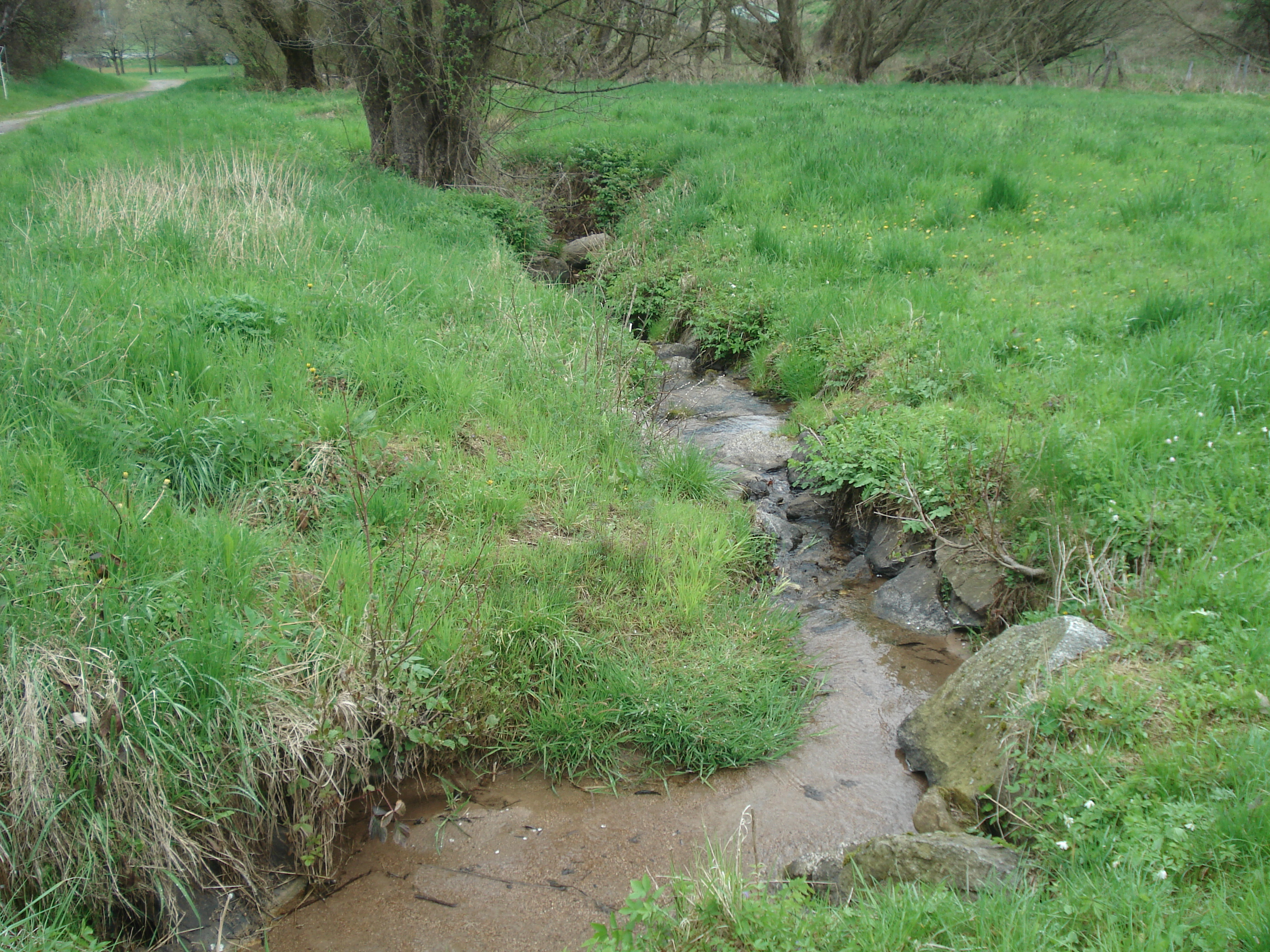

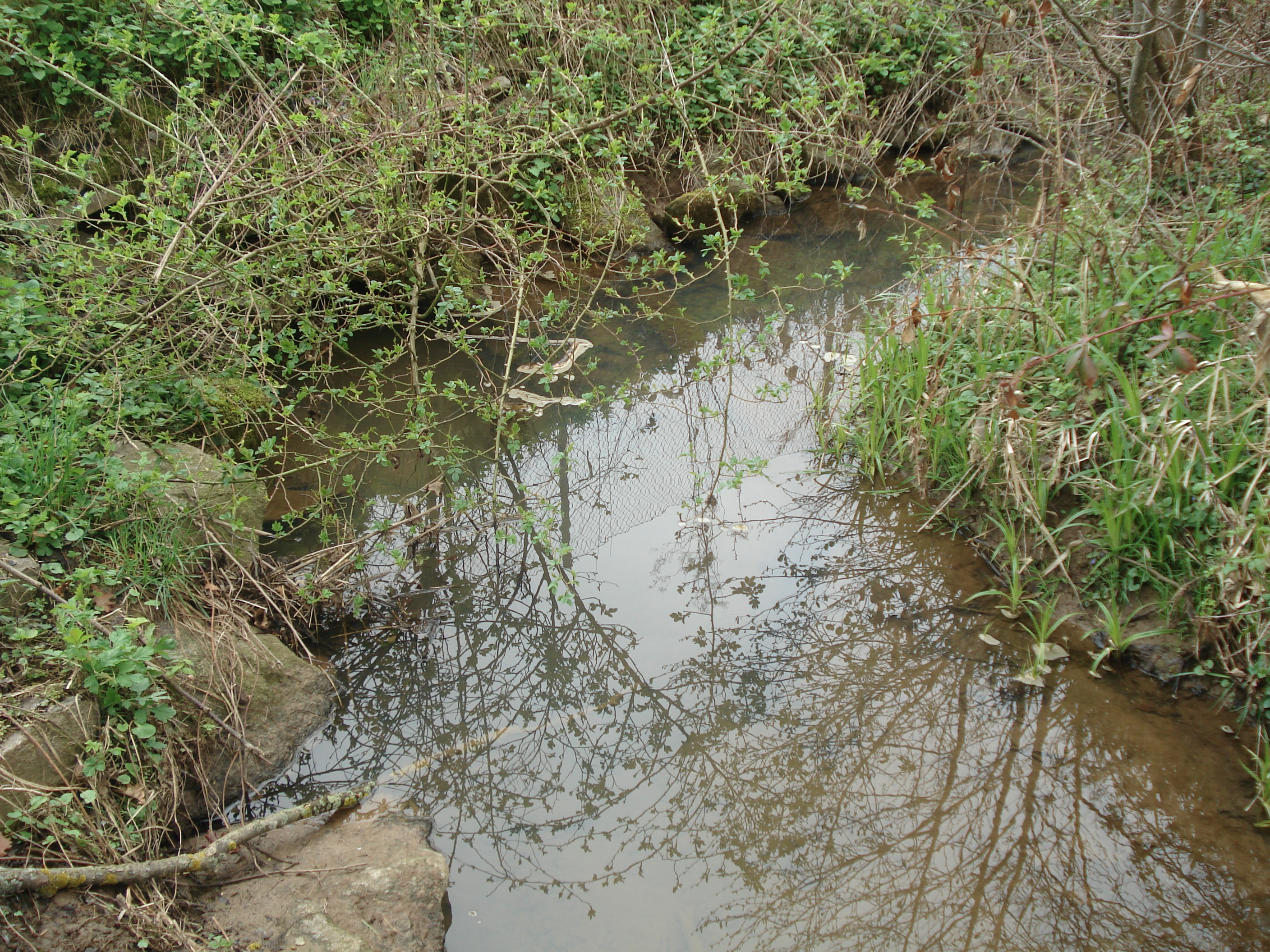

49°57′28.43″N 9°14′1.25″E / 49.9578972°N 9.2336806°E
德爾莫爾斯巴赫河（德語：Dörrmorsbach），是德國的河流，位於該國東南部，由巴伐利亞負責管轄，屬於莫斯巴赫河的右支流，河道全長1.7公里，流域面積1.6平方公里。